# Crotalaria jijigensis
Crotalaria jijigensis är en ärtväxtart som beskrevs av Mats Thulin. Crotalaria jijigensis ingår i släktet sunnhampor, och familjen ärtväxter. Inga underarter finns listade i Catalogue of Life.